# Тони Револори
Антони Револори (старо презиме Кињонез; рођен 28. априла, 1996) је амерички глумац. Играо је Зира Мустафу у филму Веса Андерсона Хотел Гранд Будапест (2014) и Флеша Томпсона у Марвеловом филмском универзуму.

## Младост
Револори је рођен и одрастао у Анахајму, Калифорнија. Његови родитељи, Соња и Марио Кињонез, су из Ђутапе, Гватемала. Његов отац је био глумац својих током ранијих година у Гватемали. Револоријев брат Марио Револори је такође глумац. Рођен као Ентони Кињонез, усвојио је презиме "Револори", презиме своје бабе по оцу.

## Каријера
Револори је започео своју каријеру као дечји глумац, добивши прву улогу са две године, у реклами за храну за бебе. Његова прва већа улога била је улога младог Зироа Мустафе у комедији Веса Андерсона Хотел Гранд Будапест. Индивајр га је 2014. прогласио једним од најбољих глумаца млађих од двадесет година.
Револори је био у улози Флеша Томпсона у суперхеројском Марвеловом филму из 2017. Спајдермен: Повратак кући и његовом наставку из 2019. године. Због његове глуме и чињенице да му је лик поново замишљен не као стереотипни силеџија, Револори је добио увредљиву пошту и претње смрћу од одређених обожавалаца стрипова. Године 2021, Револори је се вратио у трећем филму Спајдермен: Пут без повратка. Такође је имао и главну улогу у комедији Хане Фидел Дугu глупи пут, поред Џејсона Манцукаса.

## Награде
Револори је 2018. године добио награду Импект од стране Националне коалиције шпанских медија за његов „Изванредан наступ у филму“.

## Позориште
| Година | Наслов         | Улога   | Напомене                                                     |
| ------ | -------------- | ------- | ------------------------------------------------------------ |
| 2015   | Крзно Меркура  | Наз     | Першинг Сквер Сигнечур Центар / Ромулус Лини Кортјард Театар |
| 2017   | Говор и дебата | Соломон | Лондон Трафалгар Студијос                                    |

## Филмографија

### Филмови
| Година | Наслов                       | Улога                    | Напомене |
| ------ | ---------------------------- | ------------------------ | --- |
| 2004   | Небраска                     | Млађи дечак              | Кратки филм |
| 2008   | Гушење                       | Вејлон                   | Кратки филм |
| 2009   | Савршена игра                | Фидел Руиз               | Нема |
| 2009   | Излив                        | Твин Шон                 | Кратки филм |
| 2013   | Фиц и Слејд                  | Клинац #2                | Нема |
| 2014   | Хотел Гранд Будапест         | Зиро Мустафа             | Друштво филмских критичара Детроита за најбољи ансамбл Номинован – Награда Удружења филмских критичара за најбољег младог извођача Номинован – Награда Удружења филмских критичара за најбољи глумачки ансамбл Номинован – Удружење филмских критичара Чикага за највише обећавајућег извођача Номинован – Друштво филмских критичара Феникса за најбољу представу млађег извођача Номинован – Награда Друштва филмских критичара Феникса за најбољу глумачку улогу Номинован – Награде Друштва филмских критичара Сан Дијега за најбољи ансамбл Номинован – Награда Удружења филмских критичара Сент Луис Гејтвеј за најбољег споредног глумца Номинован – Награда Сатурн за најбољу представу млађег глумца Номинован – Награда Удружења филмских глумаца за изванредну глумачку улогу у филму Номинован – Удружење филмских критичара Вашингтона за најбољу изведбу младих Номинован – Награда Удружења филмских критичара Вашингтона за најбољи ансамбл |
| 2014   | Посебна испорука             | Рамиро                   | Кратки филм |
| 2015   | Умрика                       | Старији Лалу             | Нема |
| 2015   | Мангуп                       | Џејмс "Џиб" Калдоунс     | Нема |
| 2016   | Пети талас                   | Дамбо                    | Нема |
| 2016   | Лоурајдерси                  | Чуј Херера               | Нема |
| 2017   | Узми десетку                 | Честер Тамбурџини        | Нема |
| 2017   | Сто 19                       | Рензо Екберг             | Нема |
| 2017   | Спајдермен: Повратак кући    | Флеш Томпсон             | Нема |
| 2017   | Молимо сачекајте             | Немо                     | Нема |
| 2018   | Дуги глупи пут               | Нејтан                   | Нема |
| 2019   | Звук тишине                  | Семјуел Диаз             | Нема |
| 2019   | Спајдермен: Далеко од куће   | Флеш Томпсон             | Нема |
| 2020   | Бежи                         | Бруклин Бој              | Гласовна улога |
| 2021   | Француска депеша             | Млади Мојсије Розенталер | Нема |
| 2021   | Спајдермен: Пут без повратка | Флеш Томпсон             | Нема |
| 2023   | Врисак 6                     | Џејсон Карви             | Нема |
| 2023   | Астероид Сити                | Ген                      | Нема |

### Серије
| Година       | Наслов                          | Улога                           | Напомене                         |
| ------------ | ------------------------------- | ------------------------------- | -------------------------------- |
| 2006         | Јединица                        | Дечак                           | Епизода: "Прави верници"         |
| 2007         | Свита                           | Син                             | Епизода: "Добро дошли у џунглу"  |
| 2008         | Ернесто                         | Тинејџер Хиларио                | ТВ филм                          |
| 2009         | Зовем се Ерл                    | Хунхау                          | Епизода: "Моје име је Алијас"    |
| 2010         | Синови Туксона                  | Пако                            | Епизода: "Породични албум"       |
| 2013         | Бесрамници                      | Санчез                          | Епизода: "Амерички сан"          |
| 2016         | Син Зорнов                      | Скот Шмит                       | 5 епизода                        |
| 2017         | Радохоличари                    | Даги                            | Епизода: "Партијаши"             |
| 2017–18      | ОК К.О.! Хајде да будемо хероји | Камелеон млађи, Долф Фин (глас) | 2 епизоде                        |
| 2019 – данас | Слуга                           | Тоуб                            | 6 епизода                        |
| 2020         | Крег са потока                  | Нејт Могер III (глас)           | Епизода: "Манија ломљења оловке" |
| 2020         | Ауторске накнаде                | Тео                             | 9 епизода                        |
| 2022         | Вилоу                           | Непознато                       | Главна улога, предстојећа серија |

### Веб серије
| Година     | Наслов            | Улога        | Напомене  |
| ---------- | ----------------- | ------------ | --------- |
| 2019; 2021 | TheDailyBugle.net | Флеш Томпсон | 2 епизоде |